# Алгабас (Шиєлійський район)
Алгаба́с (каз. Алғабас) — село у складі Шиєлійського району Кизилординської області Казахстану. Адміністративний центр та єдиний населений пункт Жуантобинського сільського округу.
Населення — 3405 осіб (2021; 2803 у 2009, 2647 у 1999, 2265 у 1989).